# Alcis irrufata
Alcis irrufata är en fjärilsart som beskrevs av W. Warren 1906. Alcis irrufata ingår i släktet Alcis och familjen mätare. Inga underarter finns listade i Catalogue of Life.